# Neohirasea hongkongensis

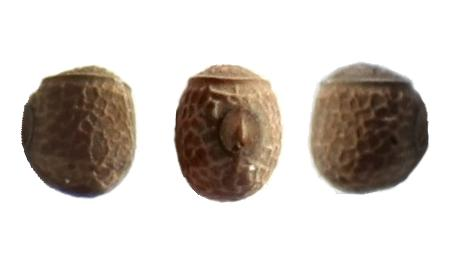
Jaja N. hongkongensis

Neohirasea hongkongensis – gatunek straszyka z rodziny Phasmatidae i podrodziny Lonchodinae.

## Taksonomia
Gatunek ten opisany został w 2000 roku przez Paula Brocka i Francisa Seow-Choena.

## Opis
Samica osiąga długość do 55 lub 60 mm, a samiec od 40 do 50 mm. Rozmnaża się płciowo.

## Rozprzestrzenienie
Gatunek ten jest endemitem Chin, gdzie wykazany został z Hongkongu, a w 2012 roku po raz pierwszy z Guangdongu.

## Hodowla
Phsamida Study Group nadało mu numer 242.
Minimalna wysokość insektarium to 30 cm. 
Wśród roślin pokarmowych spożywanych w niewoli wymienia się: jeżynę fałdowaną, malinę właściwą, bluszcz, głóg jednoszyjkowy, róże, a także dęby, różaneczniki i leszczynę pospolitą.